# Джонсон, Джимми
Джимми Кеннет Джонсон (англ. Jimmie Kenneth Johnson, род. 17 сентября 1975, Эль-Кахон, Калифорния, США) — американский автогонщик, семикратный чемпион NASCAR Cup Series. Выступает под номером 84 за команду Legacy Motor Club.

## Детство и личная жизнь
Джимми Джонсон родился в Эль-Кахоне, Калифорния, 17 сентября 1975 года. Он окончил школу Гранит Хилс. По выходным он катался на мотоциклах. У него есть два младших брата — Джарит и Джесси. Джонсон живёт в Шарлотте, Северная Каролина, как и множество других гонщиков NASCAR. Женат на Чандре Дженвей. В январе 2010 года Джонсон подписал контракт на мини реалити-шоу «24/7 Jimmie Johnson: Race to Daytona». Камеры следовали за ними с января 2010 года, до Daytona 500 2010. 4 января 2010 года Associated Press сообщила, что жена Джонсона ждёт ребёнка. Это была девочка (родилась в июле). Позже, 7 июля, Чандра дала ей имя — Женевьева Мари.

## Ранние годы
Свою гоночную Карьеру Джонсон начал в пятилетнем возрасте, выступая в мотогонках. Выиграв чемпионат для мотоциклов в классе 60 см3, он переключился на четырёхколёсные транспортные средства. Выступая в таких сериях, как SODA, SCORE International и Mickey Thompson Entertainment Group, он одержал в общей сложности 25 побед и шесть раз завоёвывал титул чемпиона. В 1998 году он вступил в American Speed Association (ASA) и окончил свой гоночный сезон на четвёртом месте, получив премию «новичок года».

## Sprint Cup Series

### Hendrick Motorsport

#### 2002—2005
Джонсон начал полноценно выступать в Sprint Cup Series с 2002 года. Он стал первым новичком, лидировавшим в Чемпионате, и первым новичком, выигравшим дважды на одной трассе в течение одного сезона. Он заработал 4 поул-позиции, выиграл 3 гонки (Auto Club 500, MBNA 400, MBNA America 400), также 6 раз был в Топ-5 и 21 раз в Топ-10. Первая победа была в Auto Club 500, на California Speedway. Первая позиция на Daytona 500 2002, на Daytona International Speedway. По итогам сезона он занял 5-е место.
В 2003 году Джонсон выиграл 3 гонки (Coca-Cola 600, New England 300, Sylvania 300), завоевал 2 поул-позиции, 14 Топ-5 и 20 Топ-10. Дважды он выиграл на New Hampshire Motor Speedway. Также он выиграл The Winston на Lowe’s Motor Speedway. В чемпионате он финишировал вторым, позади Мэта Кенсета, проиграв ему 90 очков. Две его поул-позиции были завоеваны на Kansas Speedway на Pocono Raceway.
Сезон 2004 года Джонсон начал слабо, финишировав 41 и 16 на Rockingham Speedway и Las Vegas Motor Speedway соответственно. Однако он быстро реабилитировался, выиграв Carolina Dodge Dealers 400 на Darlington Raceway. Следующие победы в Coca-Cola 600 и Pocono 500 пришли в середине сезона. Однако финишировав 37 и 32 на Talladega Superspeedway и Kansas Speedway, он откатился вниз в турнирной таблице. Позже он выиграл UAW-GM Quality 500 на Lowe’s Motor Speedway. Вторая победа в чейзе 2004 года за Nextel Cup, Subway 500 на трассе Martinsville, 24 октября 2004, была омрачена трагедией. Сын владельца команды Рика Хендрика — Рикки Хендрик, близнецы племянницы, брат, главный специалист по двигателям Рэнди Дортон, а также Джо Тернер, Скотт Летхрэм погибли в авиакатастрофе по пути на гонку. Все 8 пассажиров и два пилота погибли. Во время этой гонки, у Джонсона на капоте была фотография погибших людей и надпись «Always in our hearts». По итогам сезона Джимми выиграл 8 гонок, а также 20 раз финишировал в Топ-5 и 23 раза в Топ-10. Джонсон второй год подряд занял второе место в чемпионате, уступив чемпиону — Курту Бушу всего 8 очков.
В 2005 году Джонсон выиграл Las Vegas, Lowe's Motor Speedway, Dover International Speedway, и ещё раз Lowe's Motor Speedway. Всего, Джонсон одержал 4 победы подряд на трассах, которые спонсирует его спонсор в Шарлотте, Северная Каролина. Джимми имел возможность выиграть чемпионат 20 ноября, в последней гонке сезона на Homestead-Miami Speedway, но закончил чемпионат на 5 месте, разбив машину в середине гонки из-за проблем с резиной. Он заработал 13 Топ-5 и 22 Топ-10 финишей и 1 поул-позицию.

#### 2006—2010
Сезон 2006 года Джонсон начал с победы на Daytona 500. В следующей гонке на California Speedway он финишировал вторым, и следом выиграл UAW-DaimlerChrysler 400 на Las Vegas Motor Speedway. Джонсон выиграл Brickyard 400. Две другие победы были на Martinsville Speedway и Talladega Superspeedway. В течение сезона он стал единственным гонщиком в современной истории, выигрывавшем минимум 3 гонки, в течение первых 5 лет карьеры. По итогам сезона он заработал один поул-позишн, 13 Топ-5 и 24 Топ-10 финишей. Также он выиграл чемпионский титул, который стал для него первым. В этом же году Джонсон выиграл приз «Driver of the Year».
По итогам сезона 2007 года, Джимми выиграл 10 гонок, заработал 4 поул-позиции и также 20 раз финишировал в Топ-5 и 24 раза в Топ-10. Дважды он выигрывал на Richmond International Raceway, Atlanta Motor Speedway, Martinsville Speedway, и по разу на: Las Vegas Motor Speedway, California Speedway, Texas Motor Speedway и Phoenix International Raceway. В этом году он выиграл свой второй чемпионский титул и второй раз подряд выиграл приз «Driver of the Year». В этом сезоне Джонсон установил лучший средний результат на финише в чейзе — 5.0. К концу сезона на его счету было 33 победы за всю карьеру. Это было 18-е место в истории по этому показателю.
В 2008 году Джонсон стал вторым гонщиком в истории, выигравшим подряд три чемпионских титула Sprint Cup Series. По итогам сезона он выиграл 7 гонок, заработал 6 поул-позиций, 15 раз финишировал в Топ-5 и 22 раза в Топ-10. В 5 выигранных гонках из 7 он стартовал с поул-позиции. Он стал единственным гонщиком в истории, выигрывавшем минимум 3 гонки в течение первых 7 сезонов. В чейзе Sprint Cup на его счету 14 побед, это на 8 больше, чем у ближайшего преследователя. Он был номинирован на звание «Driver of the year», но не выиграл. Но он выиграл награду ESPY в номинации «Best Driver». По итогам сезона он вышел на третье место по количеству побед среди действующих гонщиков.
В 2009 году Джонсон первым в истории выиграл 4-й чемпионский титул подряд, Он выиграл 7 гонок, завоевал 4 поул-позиции, 16 Топ-5 и 24 Топ-10 финишей. Также, он стал первым гонщиком в истории выигравшим не менее 3 гонок в течение 8 первых лет карьеры и единственным гонщиком, отбиравшимся в чейз Sprint Cup с 2004 года. В течение сезона он поднялся на второе место по количеству побед среди действующих гонщиков и на 13-е по количеству побед в истории. По итогам сезона он второй раз подряд получил награду ESPY, и в третий раз выиграл приз «Driver of the Year», сравнявшись с Джеффом Гордоном, Марио Андретти и Даррелом Улотрипом. Также он стал первым автогонщиком в истории, выигравшим приз «Associated Press’s Athlete of the Year».
В сезоне 2010 года Джонсон выиграл 5-й чемпионский титул подряд. В этом сезоне он дважды стартовал с поул-позиции, 17 раз финишировал в Топ-5 и 23 раза в Топ-10. Он выиграл 6 гонок и вышел на 10 место по количеству побед в истории. Также он единственный пилот, участвовавший в чейзе Sprint Cup. В этом году он в четвёртый раз выиграл награду «Driver of the Year». Также он выиграл благотворительную гонку, организованную Тони Стюартом, на Eldora Speedway. Это была его первая победа на грязном овале.

#### 2011
Сезон 2011 года Джонсон начал с финиша на 4 месте в Budweiser Shootout, после старта с 23 места. Через неделю, на Daytona 500 2011 он вновь стартовал 23, но финишировал только 27 из-за аварии. На Subway Fresh Fit 500 он финишировал 3. После финиша на 16 месте в Kobalt Tools 400 он дважды подряд финишировал в Топ-5 в Jeff Byrd 500 и Auto Club 400. Auto Club 400 он упустил победу Кевину Харвику в последнем повороте. В следующей гонке, Goody’s Fast Pain Relief 500, Джонсон шёл вторым до 480 круга, но штраф за превышение скорости на пит-лейне отбросил его на 11 месте на финише. После этого Джимми имел несколько возможностей выиграть, но сделал это только 1 раз — В Талладеге, в 8 гонке сезон, он выиграл всего .002 у Клинта Боуера, обогнав его на финишной прямой. Это стало повторением рекорда плотности финиша. Джимми уверенно прошёл в Чейз, заняв 1 место после 26 гонок. Старт Чейза получился нелучшим — 10 место из-за нехватки топлива на последнем круге в Чикаго, 18 место в Нью-Хэмпшире. Но в следующих 5 гонках он 3 раза боролся за победу, и 1 раз все же выиграл — в Канзасе он одержал свою 55 победу, а в Мартинсвилле и Довере был близок к победе. Но в двух других этих гонках он выступил крайне неудачно — 34 место в Шарлотте(попал в аварию) и 24 в Талладеге. В итоге о борьбе за 6 титул подряд ему пришлось забыть и концовку сезона он просто доезжал. Этот сезон стал худший по победам — всего лишь 2. А также и по поулам — в 2011 году Джимми ни разу не выиграл квалификацию.

#### 2012
Сезон по традиции начался в Дайтоне с 3 гонок — в Шотауте его постигла неудача в самом конце (авария). В Дайтоне 500 он проехал только один круг (снова авария). После разбирательств Чада Кнауса отстранили на 5 гонок, оштрафовали на 100 000 долларов и лишили 45 очков. Команда подала протест, но он был отклонен. Позже они подали второй протест и все штрафы были сняты. В следующих 8 гонках, Джонсон 7 раз финишировал в Топ-10. В Лас-Вегасе он квалифицировался в Топ-10, но в практике разбил машину и в итоге стартовал с 43 места. Несмотря на это, на 99 круге вышел в лидеры и итоге финишировал вторым. В Мартинсвилле он был на 2 месте на рестарте за 2 круга до финиша, но Клинт Боуер не позволил добыть для Хендрик Моторспортс 200 победу (на 1 месте был Джефф Гордон) — он вынес их в первом повороте. В Техасе Джонсон лидировал больше всего, но за 30 кругов до финиша его обогнал Грег Биффл. На второй рестрикторной гонке сезона — Aaron’s 499, которую он выиграл в прошлом году, он сошёл из-за проблем с двигателем. В итоге на его счету за 2 рестрикторные гонки 2012 года — 12 очков из 98. В следующие выходные Джонсон провел лучшую квалификацию в 2012 году и стартовал вторым. На 100 круге он вышел в лидеры и смог выиграть эту гонку, которая стала 56 в его карьере и прервала его самую длинную безвыиграшную серию — 16 гонок. Он поднялся на 5 место после 11 гонки. Эта победа стала 200 для коллектива «Хендрик Моторспортс». Следом прошёл внезачетный уикэнд всех звезд в Шарлотте, где сначала механики Джонсона выиграли Pit-Crew Challenge, а затем он сам выиграл All-Star Race. В зачетной гонке в Шарлотте ехал в Топ-5 на протяжении всей гонки, но за 40 кругов до финиша на пит-стопе механики вовремя не убрали канистру и Джонсон отъехал на несколько метров с ней. За это он получил штраф стоп-энд-гоу и в итоге финишировал 11, в круге позади. Но уже в следующей гонке, которая прошла в Довере, стартовав со второго места, лидировал 289 кругов из 400 и выиграл в Довере в 7 раз в карьере, сравнявшись с лидерами по этому показателю Бобби Эллисоном и Ричардом Петти. Эта победа стала 250 для «Хендрик Моторспортс» во всех 3 дивизионах НАСКАРа.

## Другие серии

### Race of Champions
Впервые в Гонке Чемпионов Джонсон участвовал в 2002 году вместе с Джеффом Гордоном и Колином Эдвардсом. Тогда он выиграл вместе с командой США «Кубок Наций». Два года спустя, он второй раз участвовал в Гонке Чемпионов. Также он должен был участвовать в Гонке Чемпионов 2006 года, но получил травму за несколько дней до старта. Последний раз на данный момент, в Гонке Чемпионов Джимми участвовал в 2007 году.

### Grand-Am
Джимми Джонсон начал выступать в Grand-Am с 2004 года. Тогда он вместе с командой Howard Boss Motorsports занял 8 место. На следующий год он занял второе место с командой Bob Stallings. В 2008 году в составе той же команды(Bob Stallings) он второй раз финишировал 2. Всего Джимми провел 9 гонок в Grand-Am. В 7 из них он был в первой 10.

## The Jimmie Johnson Foundation
The Jimmie Johnson Foundation было создано Джимми вместе с его женой в 2006 году. Фонд помогает детям, семьям и обществам. В течение 2009 и 2010 годов фонд выделил 1 500 000 долларов на образование. Фонд выделил деньги школам Калифорнии, Оклахомы и Северной Каролины. Он помогает им купить новые технологии, обустроить классы, спортивные площадки. Также фонд сотрудничает с Красным Крестом США в борьбе со стихийными бедствиями.

## Результаты карьеры

### Результаты карьеры
| Год   | Гонки | Поул | Победы | Top 5 | Top 10 | НФ | Старт | Финиш | Призовые     | Место | Команда              |
| ----- | ----- | ---- | ------ | ----- | ------ | -- | ----- | ----- | ------------ | ----- | -------------------- |
| 2001  | 3     | 0    | 0      | 0     | 0      | 1  | 22.0  | 31.0  | $122,320     | 52    | Hendrick Motorsports |
| 2002  | 36    | 4    | 3      | 6     | 21     | 3  | 14.3  | 13.5  | $3,788,268   | 5     | Hendrick Motorsports |
| 2003  | 36    | 2    | 3      | 14    | 20     | 3  | 12.3  | 11.4  | $7,745,530   | 2     | Hendrick Motorsports |
| 2004  | 36    | 1    | 8      | 20    | 23     | 7  | 10.5  | 12.1  | $8,275,721   | 2     | Hendrick Motorsports |
| 2005  | 36    | 1    | 4      | 13    | 22     | 5  | 12.2  | 12.7  | $8,336,712   | 5     | Hendrick Motorsports |
| 2006  | 36    | 1    | 5      | 13    | 24     | 1  | 10.8  | 9.7   | $15,875,125  | 1     | Hendrick Motorsports |
| 2007  | 36    | 4    | 10     | 20    | 24     | 4  | 9.8   | 10.8  | $15,313,920  | 1     | Hendrick Motorsports |
| 2008  | 36    | 6    | 7      | 15    | 22     | 1  | 8.5   | 10.5  | $15,170,464  | 1     | Hendrick Motorsports |
| 2009  | 36    | 4    | 7      | 16    | 24     | 1  | 8.2   | 11.1  | $14,388,237  | 1     | Hendrick Motorsports |
| 2010  | 36    | 2    | 6      | 16    | 22     | 4  | 9.1   | 12.7  | $13,393,186  | 1     | Hendrick Motorsports |
| 2011  | 36    | 0    | 2      | 14    | 21     | 2  | 12.9  | 11.9  | $7,599,034   | 6     | Hendrick Motorsports |
| 2012  | 36    | 4    | 5      | 18    | 24     | 6  | 10.6  | 11.2  | $10,469,436  | 3     | Hendrick Motorsports |
| 2013  | 1     | 0    | 1      | 1     | 1      | 0  | 9     | 1     | $1,525,275   | 1*    | Hendrick Motorsports |
|       |       |      |        |       |        |    |       |       |              |       |                      |
| Всего | 400   | 29   | 61     | 167   | 249    | 38 | 11.0  | 11.7  | $122,003,228 |       |                      |

 (На 24 июня 2011)

### Победы Джимми Джонсона
| NASCAR Sprint Cup Series победы (60) | NASCAR Sprint Cup Series победы (60) | NASCAR Sprint Cup Series победы (60)                  | NASCAR Sprint Cup Series победы (60)                 | NASCAR Sprint Cup Series победы (60) |
| Победа №                             | Дата                                 | Гонка                                                 | Трасса                                               |                                      |
| ------------------------------------ | ------------------------------------ | ----------------------------------------------------- | ---------------------------------------------------- | ------------------------------------ |
| 1                                    | 28 Апреля, 2002                      | NAPA Auto Parts 500                                   | Auto Club Speedway, Фонтана, Калифорния              |                                      |
| 2                                    | 2 Июня, 2002                         | MBNA Platinum 400                                     | Dover International Speedway, Довер, Делавэр         |                                      |
| 3                                    | 22 Сентября, 2002                    | MBNA All-American Heroes 400                          | Dover International Speedway, Довер, Делавэр         |                                      |
| -                                    | 17 Мая, 2003                         | NASCAR Sprint All-Star Race                           | Charlotte Motor Speedway, Конкорд, Северная Каролина |                                      |
| 4                                    | 25 Мая, 2003                         | Coca-Cola 600                                         | Charlotte Motor Speedway, Конкорд, Северная Каролина |                                      |
| 5                                    | 20 Июля, 2003                        | New England 300                                       | New Hampshire Motor Speedway, Лоудон, Нью-Хэмпшир    |                                      |
| 6                                    | 14 Сентября, 2003                    | Sylvania 300                                          | New Hampshire Motor Speedway, Лоудон, Нью-Хэмпшир    |                                      |
| 7                                    | 21 марта, 2004                       | Carolina Dodge Dealers 400                            | Darlington Raceway, Дарлингтон, Южная Каролина       |                                      |
| 8                                    | 30 Мая, 2004                         | Coca-Cola 600                                         | Charlotte Motor Speedway, Конкорд, Северная Каролина |                                      |
| 9                                    | 13 Июня, 2004                        | Pocono 500                                            | Pocono Raceway, Лонг Понд, Пенсильвания              |                                      |
| 10                                   | 1 Августа, 2004                      | Pennsylvania 500                                      | Pocono Raceway, Лонг Понд, Пенсильвания              |                                      |
| 11                                   | 16 Октября, 2004                     | UAW-GM Quality 500                                    | Charlotte Motor Speedway, Конкорд, Северная Каролина |                                      |
| 12                                   | 24 Октября, 2004                     | Subway 500                                            | Martinsville Speedway, Мартинсвил, Вирджиния         |                                      |
| 13                                   | 31 Октября, 2004                     | Bass Pro Shops MBNA 500                               | Atlanta Motor Speedway, Хэмптон, Джорджия            |                                      |
| 14                                   | 14 Ноября, 2004                      | Mountain Dew Southern 500                             | Darlington Raceway, Дарлингтон, Южная Каролина       |                                      |
| -                                    | 12 Февраля, 2005                     | Budweiser Shooutout                                   | Daytona International Speedway, Дайтона-Бич, Флорида |                                      |
| 15                                   | 13 Марта, 2005                       | UAW-Daimler Chrysler 400                              | Las Vegas Motor Speedway, Лас-Вегас, Невада          |                                      |
| 16                                   | 29 Мая, 2005                         | Coca-Cola 600                                         | Charlotte Motor Speedway, Конкорд, Северная Каролина |                                      |
| 17                                   | 25 Сентября, 2005                    | MBNA NASCAR RacePoints 400                            | Dover International Speedway, Довер, Делавэр         |                                      |
| 18                                   | 15 Октября, 2005                     | UAW-GM Quality 500                                    | Charlotte Motor Speedway, Конкорд, Северная Каролина |                                      |
| 19                                   | 19 Февраля, 2006                     | Daytona 500                                           | Daytona International Speedway, Дайтона-Бич, Флорида |                                      |
| 20                                   | 12 Марта, 2006                       | UAW-Daimler Chrysler 400                              | Las Vegas Motor Speedway, Лас-Вегас, Невада          |                                      |
| 21                                   | 1 Мая, 2006                          | Aaron’s 499                                           | Talladega Superspeedway, Талладега, Алабама          |                                      |
| -                                    | 20 Мая, 2006                         | NASCAR Sprint All-Star Race                           | Charlotte Motor Speedway, Конкорд, Северная Каролина |                                      |
| 22                                   | 6 Августа, 2006                      | Allstate 400 At The Brickyard                         | Indianapolis Motor Speedway, Индианаполис, Индиана   |                                      |
| 23                                   | 22 Октября 2006                      | Subway 500                                            | Martinsville Speedway, Мартинсвил, Вирджиния         |                                      |
| 24                                   | 11 Марта, 2007                       | UAW-Daimler Chrysler 400                              | Las Vegas Motor Speedway, Лас-Вегас, Невада          |                                      |
| 25                                   | 18 Марта, 2007                       | Kobalt Tools 500                                      | Atlanta Motor Speedway, Хэмптон, Джорджия            |                                      |
| 26                                   | 1 Апреля, 2007                       | Goody’s Cool Orange 500                               | Martinsville Speedway, Мартинсвил, Вирджиния         |                                      |
| 27                                   | 6 Мая, 2007                          | Crown Royal Presents The Jim Stewart 400              | Richmond International Raceway, Ричмонд, Вирджиния   |                                      |
| 28                                   | 2 Сентября, 2007                     | Sharp Aquos 500                                       | Auto Club Speedway, Фонтана, Калифорния              |                                      |
| 29                                   | 8 Сентября, 2007                     | Chevy Rock & Roll 400                                 | Richmond International Raceway, Ричмонд, Вирджиния   |                                      |
| 30                                   | 21 Октября, 2007                     | Subway 500                                            | Martinsville Speedway, Мартинсвил, Вирджиния         |                                      |
| 31                                   | 28 Октября, 2007                     | GM Goodwrench Service Plus 400                        | Atlanta Motor Speedway, Хэмптон, Джорджия            |                                      |
| 32                                   | 4 Ноября, 2007                       | Dickies 500                                           | Texas Motor Speedway, Форт-Уэрт, Техас               |                                      |
| 33                                   | 11 Ноября, 2007                      | Checker Auto Parts 500 Presented by Pennzoil          | Phoenix International Raceway, Авондал, Аризона      |                                      |
| 34                                   | 12 Апреля, 2008                      | Subway Fresh Fit 500                                  | Phoenix International Raceway, Авондал, Аризона      |                                      |
| 35                                   | 27 Июля, 2008                        | Allstate 400 At The Brickyard                         | Indianapolis Motor Speedway, Индианаполис, Индиана   |                                      |
| 36                                   | 31 Августа, 2008                     | Pepsi 500                                             | Auto Club Speedway, Фонтана, Калифорния              |                                      |
| 37                                   | 7 Сентября, 2008                     | Chevy Rock & Roll 400                                 | Richmond International Raceway, Ричмонд, Вирджиния   |                                      |
| 38                                   | 28 Сентября, 2008                    | Camping World RV 400 Presented by Coleman             | Kansas Speedway, Канзас-Сити, Канзас                 |                                      |
| 39                                   | 19 Октября, 2008                     | Tums QuikPak 500                                      | Martinsville Speedway, Мартинсвил, Вирджиния         |                                      |
| 40                                   | 9 Ноября, 2008                       | Checker O’Reilly Auto Parts 500 Presented by Pennzoil | Phoenix International Raceway, Авондал, Аризона      |                                      |
| 41                                   | 31 Мая, 2009                         | Autism Speaks 400 Presented by Heluva Good!           | Dover International Speedway, Довер, Делавэр         |                                      |
| 42                                   | 29 Марта, 2009                       | Goody’s Fast Pain Relief 500                          | Martinsville Speedway, Мартинсвил, Вирджиния         |                                      |
| 43                                   | 26 Июля, 2009                        | Allstate 400 At The Brickyard                         | Indianapolis Motor Speedway, Индианаполис, Индиана   |                                      |
| 44                                   | 27 Сентября 2009                     | AAA 400                                               | Dover International Speedway, Довер, Делавэр         |                                      |
| 45                                   | 11 Октября, 2009                     | Pepsi 500                                             | Auto Club Speedway, Фонтана, Калифорния              |                                      |
| 46                                   | 17 Октября, 2009                     | NASCAR Banking 500 Only From Bank of America          | Charlotte Motor Speedway, Конкорд, Северная Каролина |                                      |
| 47                                   | 15 Ноября, 2009                      | Checker O’Reilly Auto Parts 500                       | Phoenix International Raceway, Авондал, Аризона      |                                      |
| -                                    | 11 Февраля, 2010                     | Gatorade Duel #1                                      | Daytona International Speedway, Дайтона-Бич, Флорида |                                      |
| 48                                   | 21 Февраля, 2010                     | Auto Club 500                                         | Auto Club Speedway, Фонтана, Калифорния              |                                      |
| 49                                   | 28 Февраля, 2010                     | Shelby American                                       | Las Vegas Motor Speedway, Лас-Вегас, Невада          |                                      |
| 50                                   | 21 Марта, 2010                       | Food City 500                                         | Bristol Motor Speedway, Бристоль, Теннесси           |                                      |
| 51                                   | 20 Июня, 2010                        | Toyota / Save Mart 350                                | Infineon Raceway, Сонома, Калифорния                 |                                      |
| 52                                   | 27 Июня, 2010                        | Lenox Industrial Tools 301                            | New Hampshire Motor Speedway, Лоудон, Нью-Хэмпшир    |                                      |
| 53                                   | 26 Сентября, 2010                    | AAA 400                                               | Dover International Speedway, Довер, Делавэр         |                                      |
| 54                                   | 17 Апреля, 2011                      | Aaron’s 499                                           | Talladega Superspeedway, Талладега, Алабама          |                                      |
| 55                                   | 9 Октября, 2011                      | Hollywood Casino 400                                  | Kansas Speedway, Канзас-Сити, Канзас                 |                                      |
| 56                                   | 12 Мая, 2012                         | Bojangles Southern 500                                | Darlington Raceway, Дарлингтон, Южная Каролина       |                                      |
| -                                    | 19 Мая, 2012                         | NASCAR Sprint All-Star Race                           | Charlotte Motor Speedway, Конкорд, Северная Каролина |                                      |
| 57                                   | 3 Июня, 2012                         | FedEx 400 Benefitting Autism Speaks                   | Dover International Speedway, Довер, Делавэр         |                                      |
| 58                                   | 29 Июля, 2012                        | Brickyard 400                                         | Indianapolis Motor Speedway, Индианаполис, Индиана   |                                      |
| 59                                   | 28 Октября, 2012                     | Tums Fast Relief 500                                  | Martinsville Speedway, Мартинсвил, Вирджиния         |                                      |
| 60                                   | 4 Ноября, 2012                       | AAA Texas 500                                         | Texas Motor Speedway, Форт-Уэрт, Техас               |                                      |
| 61                                   | 24 Февраля, 2013                     | Daytona 500                                           | Daytona International Speedway, Дайтона-Бич, Флорида |                                      |

### IndyCar
| Сезон | Команда             | Шасси        | Двигатель | 1      | 2      | 3      | 4      | 5      | 6      | 7      | 8      | 9      | 10     | 11     | 12     | 13     | 14     | 15     | 16     | 17     | Место | Очки |
| ----- | ------------------- | ------------ | --------- | ------ | ------ | ------ | ------ | ------ | ------ | ------ | ------ | ------ | ------ | ------ | ------ | ------ | ------ | ------ | ------ | ------ | ----- | ---- |
| 2021  | Chip Ganassi Racing | Dallara DW12 | Honda     | АЛА 19 | СПБ 22 | ТЕХ    | ТЕХ    | ИНД 24 | 500    | ДЕТ 24 | ДЕТ 21 | РОА 21 | МДО 22 | НАШ 26 | ИНД 19 | ГТВ    | ПОР 20 | ЛАГ 17 | ЛОН 17 |        | 26    | 108  |
| 2022  | Chip Ganassi Racing | Dallara DW12 | Honda     | СПБ 23 | ТЕХ 6  | ЛОН 20 | АЛА 24 | ИНД 22 | 500 28 | ДЕТ 22 | РОА 24 | МДО 16 | ТОР 21 | АЙО 11 | АЙО 5  | ИНД 22 | НАШ 18 | ГТВ 14 | ПОР 24 | ЛАГ 16 | 21    | 214  |

### 24 часа Ле-Мана
| Год  | Команда              | Напарники                        | Машина               | Класс      | Круги | ОП | КП |
| ---- | -------------------- | -------------------------------- | -------------------- | ---------- | ----- | -- | -- |
| 2023 | Hendrick Motorsports | Дженсон Баттон Майк Роккенфеллер | Chevrolet Camaro ZL1 | Innovative | 285   | 39 | —  |